# Bob Deans
Pour les articles homonymes, voir Deans.
Pas d'image ? Cliquez ici

a Compétitions nationales et continentales officielles uniquement.

b Matchs officiels uniquement.
Robert George Deans, né le 19 février 1884 à Christchurch (Nouvelle-Zélande) où il est mort le 30 septembre 1908, est un joueur de rugby à XV (1,83 m pour 85 kg). Il évoluait au poste de centre avec l'équipe de Nouvelle-Zélande.

## Carrière
Il dispute son premier test match avec l'équipe de Nouvelle-Zélande le 18 novembre 1905 à l'occasion d'un match contre l'équipe d'Écosse. Il dispute son dernier test match contre une sélection composée de joueurs anglais et gallois le 25 juillet 1908.
Il participe à la tournée des Originals, équipe représentant la Nouvelle-Zélande en tournée en Grande-Bretagne en 1905, en France et en Amérique du Nord en 1906. Il affronte les équipes écossaise, irlandaise, anglaise et galloise. Bob Deans inscrit un essai refusé contre le pays de Galles qui prête à discussion, le score final étant de 3-0 pour les Gallois, l'essai valant trois points en 1905,.
Il meurt à l'âge de 24 ans, des complications d'une opération de l'appendicite. 
Ses petits-neveux Bruce et Robbie Deans ont aussi été des All Blacks.

## Palmarès

### En équipe nationale
- 5 sélections avec l'équipe de Nouvelle-Zélande
- 9 points, 3 essais
- Sélections par année : 4 en 1905, 1 en 1908
- Nombre total de matchs avec les All Blacks :  24